# Saga (mytologi)
Saga ("hon som ser"; isländska Sága) är i nordisk mytologi en asynja. Namnet kan syfta på förmågan att se in i framtiden, men det kan också tolkas som besläktat med segja "tala" och släkt med ordet saga "berättelse". 
I "Grimnismål" berättar Oden själv om gudarnas hem och nämner  Sökkvabäck ("den sjunkna bäcken"). 
| ”                    | Sökkvabäck heter den fjärde svala böljor där brusar kring boplatsen. Oden och Saga där dricker var dag glada ur skålar av guld. | „ |
| – Grimnismål, vers 7 | |   |

Liksom Friggs Fensalar håller också Saga till i vatten, men hon är inte identisk med Odens hustru, som man ansåg tidigare. Oden hade många kvinnor. Snarare skulle hon kunna ha samma funktion som Mimer, vars brunn gav kunskap. 
Namnet Sága bör inte förväxlas med det isländska ordet saga, som betyder "historia" eller "berättelse". Svenska poeter under 1800-talet besjöng henne som historiens gudinna, men egentligen vet vi mycket litet om gudinnan Saga. 